# Белл, Кэтрин
Кэ́трин Ли́за Белл (англ. Catherine Lisa Bell, род. 14 августа 1968) — американская телевизионная актриса и продюсер, известная по ролям в телесериалах «Военно-юридическая служба» (1996—2005) и «Армейские жёны» (2007—2013).

## Ранние годы
Родилась в Лондоне, Англия, в семье медсестры и архитектора. Её мать иранка, а отец шотландец, благодаря чему Белл владеет персидским и английским языками.

## Карьера
Белл начала карьеру как модель со съёмок в Японии. Позже она изучала актёрское мастерство в Beverly Hills Playhouse и одновременно с этим зарабатывала на обучение съёмками в телешоу. В 1992 году она была дублёром Изабеллы Росселлини в фильме «Смерть ей к лицу», а позже уже начала получать более заметные роли в кино и на телевидении.
Белл добилась наибольшей известности по исполнению главной роли полковника Сары Маккензи в телесериале «Военно-юридическая служба», где снималась с 1996 по 2005 год. Она также снялась в нескольких фильмах в период своей карьеры, таких как «Чужой народ: Тело и душа», «Брюс всемогущий» и т. д. На телевидении она была приглашённой звездой в эпизодах сериалов «Друзья» и «Закон и порядок: Специальный корпус».
Белл сыграла главную роль в мини-сериале 2005 года «Бермудский треугольник», которая принесла ей номинацию на премию «Сатурн». Она также известна как продюсер и исполнительница главной роли в серии семейных телефильмов Hallmark «Добрая ведьма» (2008), «Сад доброй ведьмы» (2009), «Подарок доброй ведьмы» (2010) и «Семья доброй ведьмы» (2011)
. С 2007 по 2013 год, Белл исполняла одну из главных ролей в телесериале Lifetime «Армейские жёны». С 2015 года она играет ведущую роль, а также является исполнительным продюсером сериала Hallmark «Добрая ведьма».

## Личная жизнь
В 1994—2012 годы Кэтрин была замужем за своим бывшим ассистентом Адамом Бенсоном. У бывших супругов есть двое детей — дочь Джемма Бенсон (род. 16.04.2003) и сын Ронан Бисон (род. 21.08.2010).
Когда Кэтрин было двадцать с небольшим лет, она перенесла рак щитовидной железы.
Практикует саентологию.

## Фильмография

### Фильмы
| Год  | Название на русском      | Название на английском      | Роль                           | Примечания      |
| ---- | ------------------------ | --------------------------- | ------------------------------ | --------------- |
| 1993 | Мать невесты             | Mother of the Bride         | Честити                        | Телефильм       |
| 1994 | Солдаты фортуны          | Men of War                  | Грей Лашхейд                   |                 |
| 1995 | Чужой народ: Тело и душа | Alien Nation: Body and Soul | Коп                            | Телефильм       |
| 1997 | Срочное погружение       | Crash Dive                  | Лиза Старк                     | Direct-to-video |
| 1998 | Чёрный гром              | Black Thunder               | Лиза                           |                 |
| 1998 | Такси в Канаду           | Cab to Canada               | Сэнди                          | Телефильм       |
| 1999 | Похитители прошлого      | The Time Shifters           | Элизабет Уинтер                | Телефильм       |
| 2003 | Брюс Всемогущий          | Bruce Almighty              | Сьюзан Ортега                  |                 |
| 2007 | Тихие голоса прошлого    | Still Small Voices          | Майкл Саммер                   | Телефильм       |
| 2007 | Эван Всемогущий          | Evan Almighty               | Сьюзан Ортега                  | Камео           |
| 2008 | Добрая ведьма            | The Good Witch              | Кассандра Найнтингейл          | Телефильм       |
| 2009 | Сад доброй ведьмы        | The Good Witch’s Garden     | Кассандра Найнтингейл          | Телефильм       |
| 2010 | Подарок доброй ведьмы    | The Good Witch’s Gift       | Кассандра Найнтингейл          | Телефильм       |
| 2011 | Героиня — одиночка       | Last Man Standing           | Эбби Коллинз                   | Телефильм       |
| 2011 | Семья доброй ведьмы      | The Good Witch’s Family     | Кассандра Найнтингейл          | Телефильм       |
| 2011 | Доброе утро, убийца      | Good Morning, Killer        | Специальный агент ФБР Ана Грей | Телефильм       |
| 2012 | Чары доброй ведьмы       | The Good Witch’s Charm      | Кассандра Найнтингейл          | Телефильм       |
| 2013 | Судьбы доброй ведьмы     | The Good Witch’s Destiny    | Кассандра Найнтингейл          | Телефильм       |
| 2014 | Чудо хорошей ведьмы      | The Good Witch’s Wonder     | Кассандра Найнтингейл          | Телефильм       |
| 2015 |                          | The Bandit Hound            | Джоанна                        |                 |
| 2016 | Всё по новой             | The Do-Over                 | Дон                            |                 |

### Телевидение
| Год         | Название на русском                 | Название на английском            | Роль                  | Примечания                    |
| ----------- | ----------------------------------- | --------------------------------- | --------------------- | ----------------------------- |
| 1991        |                                     | True Colors                       | Донна                 | 1 эпизод                      |
| 1994        | Как в кино                          | Dream On                          | Кей Медоуз            | 1 эпизод                      |
| 1995        |                                     | Vanishing Son                     | Кейт                  | 2 эпизода                     |
| 1995        | Друзья                              | Friends                           | Робин                 | 1 эпизод                      |
| 1996        | Горячая линия                       | Hot Line                          | Кэт                   | 1 эпизод                      |
| 1997        | Удивительные странствия Геракла     | Hercules: The Legendary Journeys  | Сунеа                 | 1 эпизод                      |
| 2003        | Воскрешая мёртвых                   | Waking the Dead                   | Сэм Джеймс            | 1 эпизод                      |
| 1996-2005   | Военно-юридическая служба           | JAG                               | Сара Маккензи         | Регулярная роль, 206 эпизодов |
| 2005        | Бермудский треугольник              | The Triangle                      | Эмили Паттерсон       | Мини-сериал                   |
| 2006        | Предел                              | Threshold                         | Дафна                 | 1 эпизод                      |
| 2006        | Закон и порядок: Специальный корпус | Law & Order: Special Victims Unit | Наоми Чалс            | 1 эпизод                      |
| 2007—2013   | Армейские жёны                      | Army Wives                        | Дениз Шервуд          | Регулярная роль, 117 эпизодов |
| 2013        | Кинг и Максвелл                     | King & Maxwell                    | Джоан Диллинджер      | 2 эпизода                     |
| 2015 — 2021 | Добрая ведьма                       | Good Witch                        | Кассандра Найнтингейл | Регулярная роль               |